# أنطون هاي
أنطون هاي (بالأوكرانية: Антон Анатолійович Гай)‏ (25 فبراير 1986 بزاباروجيا في أوكرانيا - ) هو لاعب كرة قدم أوكراني في مركز الوسط. لعب مع ميتالوره زابورجيا ونادي كاباز وFC Feniks-Illichovets Kalinine ‏ وFC Metalurh-2 Zaporizhzhia ‏ وFC Dnepr Mogilev ‏ ونادي إيليتشيفيتس ماريوبول.

## وصلات خارجية
- أنطون هاي على موقع اتحاد أوكرانيا (الإنجليزية)
- أنطون هاي على موقع قاعدة بيانات كرة القدم.إي يو (الإنجليزية)
- أنطون هاي على موقع Soccerway.com (الإنجليزية)